# Teo Chee Hean
Teo Chee Hean, chiń. 张志贤; pinyin Zhāng Zhìxián (ur. 27 grudnia 1954) – singapurski polityk. Od 1 maja 2019 r. pełni funkcję ministra seniora, zaś od 2011 ministra koordynującego ds. bezpieczeństwa narodowego. W latach 2009–2019 pełnił funkcję wicepremiera Singapuru. 
W trakcie kariery politycznej piastował stanowisko ministra spraw wewnętrznych, ministra obrony, ministra edukacji i środowiska oraz ministra stanu w resortach finansów, komunikacji i obrony.  
Przed zaangażowaniem w politykę był żołnierzem w Siłach Zbrojnych Singapuru. W 1991 r. został mianowany dowódcą Marynarki Wojennej i awansowany do stopnia kontradmirała.   